# Parafia Matki Bożej Częstochowskiej w Brzesku-Słotwinie
Parafia pw. Matki Bożej Częstochowskiej w Brzesku-Słotwinie – parafia rzymskokatolicka znajdująca się w diecezji tarnowskiej, w dekanacie Brzesko. Mieści się przy ulicy Kołłątaja.
W skład terytorium parafii wchodzi część miasta Brzesko z ulicami: Bagienna, Chmielna, Cichy Kącik, Czarnowiejska, Dworcowa, Gajowa, Gen. Wł. Sikorskiego, Głucha, Kolejowa, Kołłątaja, Konstytucji 3 maja, Kopernika, Łączyska, Młyńska, Mokra, Na Górkach, Odrodzenia, Oświecenia, Parcelowa, Piaskowa, Piwna, Rzemieślnicza, Słotwińska, Solskiego, Spacerowa, Stawowa, Wodna, Wyspowa, Za Lasem i Zagłoby oraz miejscowość Jasień z ulicami: Jagodowa i Prosta.

## Historia
Życie religijne mieszkańców skupiało się początkowo wokół wybudowanej ok. 1864 r. kapliczki, w miejscu której zbudowano kościół w 1944 roku. Kościół ten przebudowywano w 1952 roku (powiększono go o nawę i przybudówki) oraz w latach 1971-1982. Konsekracji rozbudowanej świątyni dokonał 9 marca 1986 biskup tarnowski Jerzy Ablewicz. Od 2022 proboszczem parafii jest ks. Piotr Franczak. 